# Gare d'Halifax
Pour la gare située en Angleterre, voir : Gare de Halifax.
La  gare d'Halifax est une gare ferroviaire canadienne, située sur le territoire de la municipalité régionale d'Halifax, capitale de la Nouvelle-Écosse.
Ouvert en 1930, le bâtiment de la gare est reconnu gare patrimoniale en 1991.
Gare avec personnel de Via Rail Canada, elle est l'un des terminus du train de voyageurs  l'l'Océan.

## Situation ferroviaire
Établie à 7 mètres d'altitude, la gare d'Halifax est une gare terminus en impasse. Notamment de la ligne d'Halifax à Rivière-du-Loup où elle est suivie par la gare de Truro.

## Histoire
Le bâtiment de style Beaux-Arts est construit de 1928 à 1930

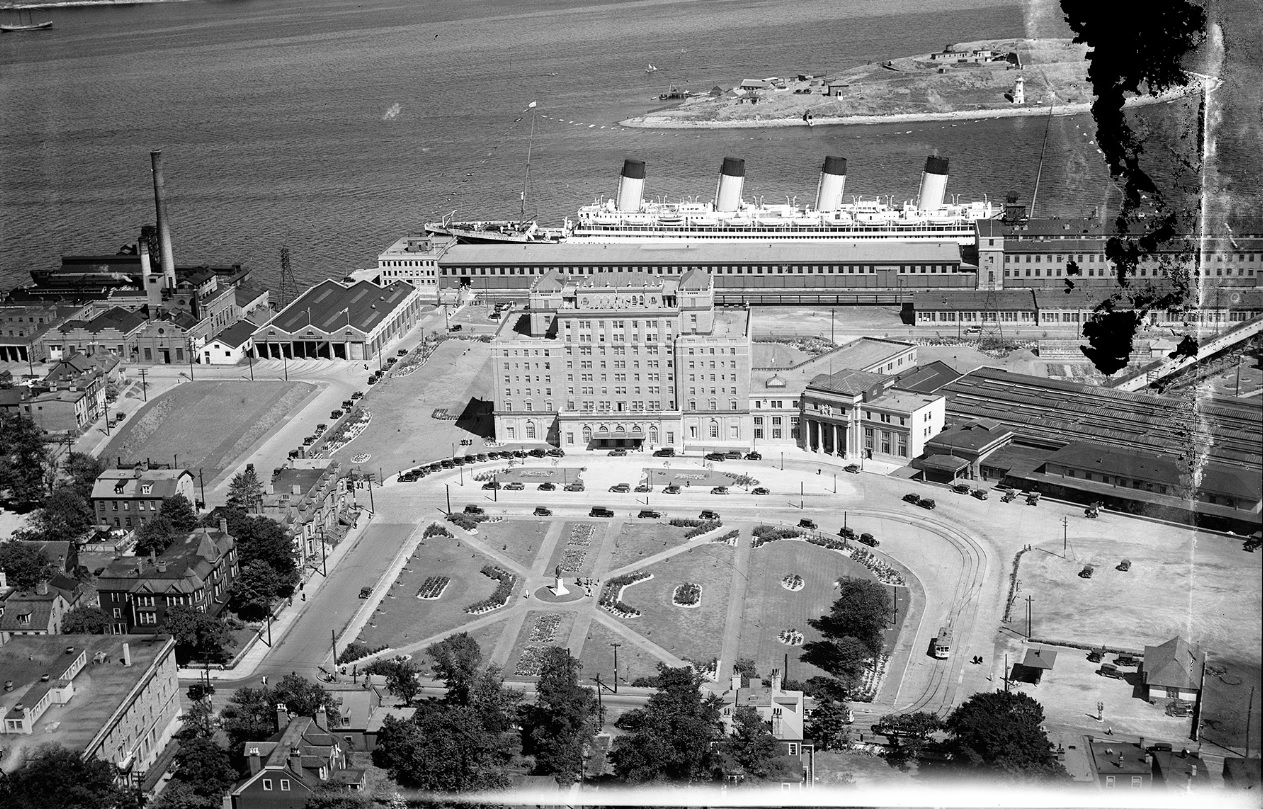
La gare et l'hôtel en 1931.

## Service des voyageurs

### Accueil
Gare de Via Rail Canada, elle dispose d'un bâtiment voyageurs, avec guichet, ouvert tous les jours. Elle est équipée notamment : d'un automate pour l'achat de titres de transport, de toilettes, d'une salle des bagages, de chariots pour les bagages, d'un service wifi. Des aménagements, équipements et un service sont disponibles pour les personnes à mobilité réduite.

### Desserte
Halifax est desservie par le train l'Océan.

Installations et desserte de la gare
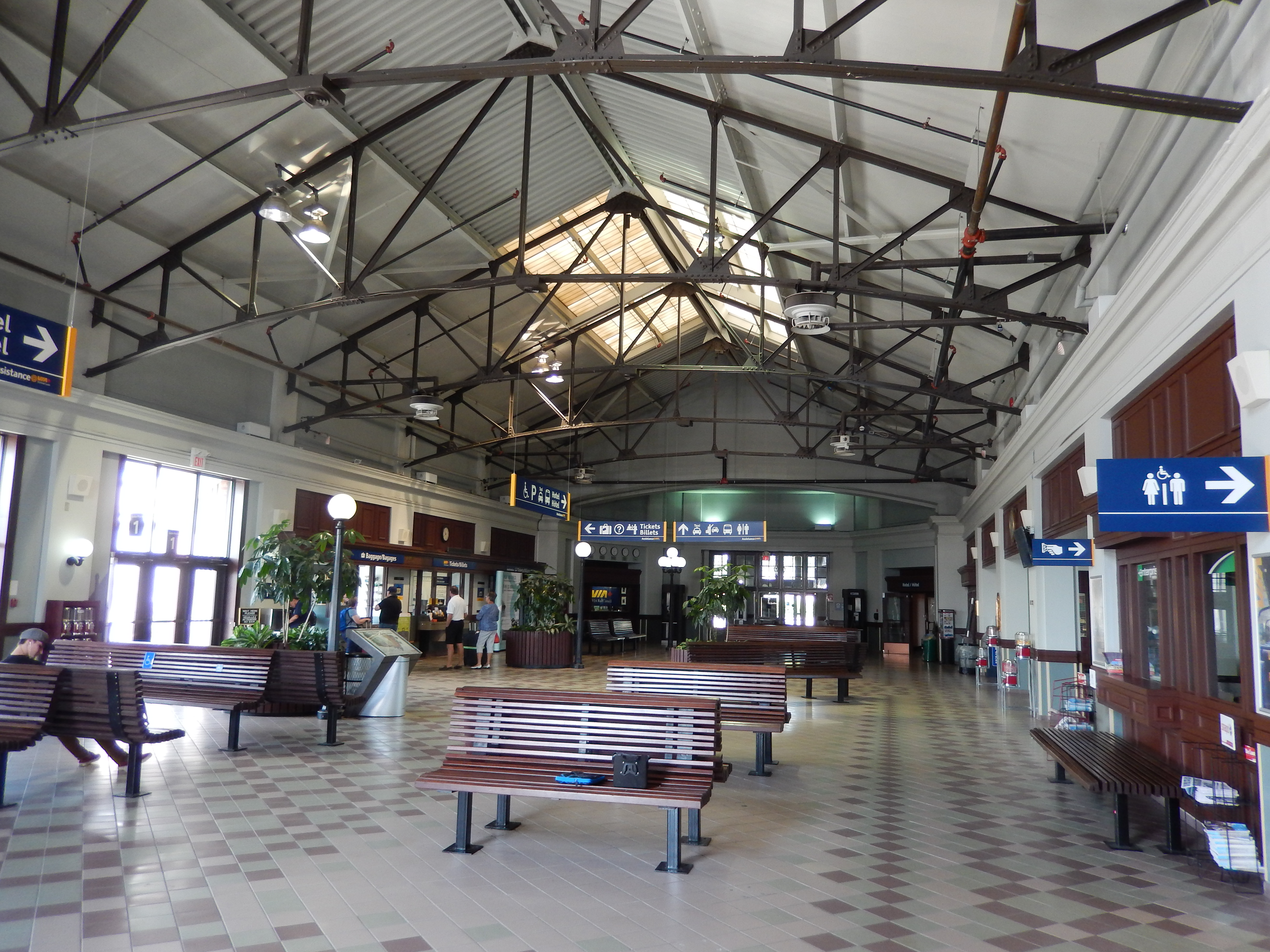
Hall.
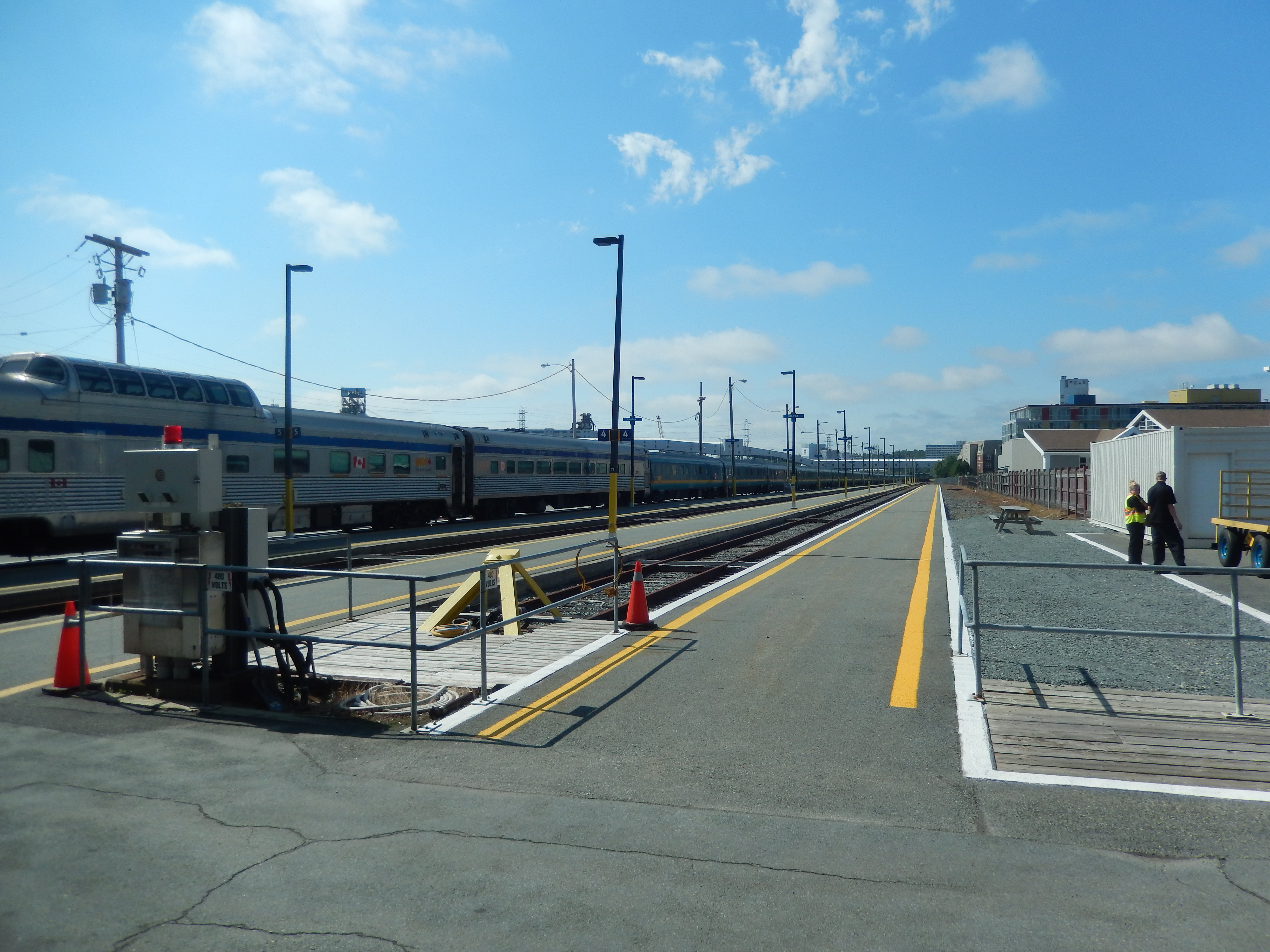
Quais.
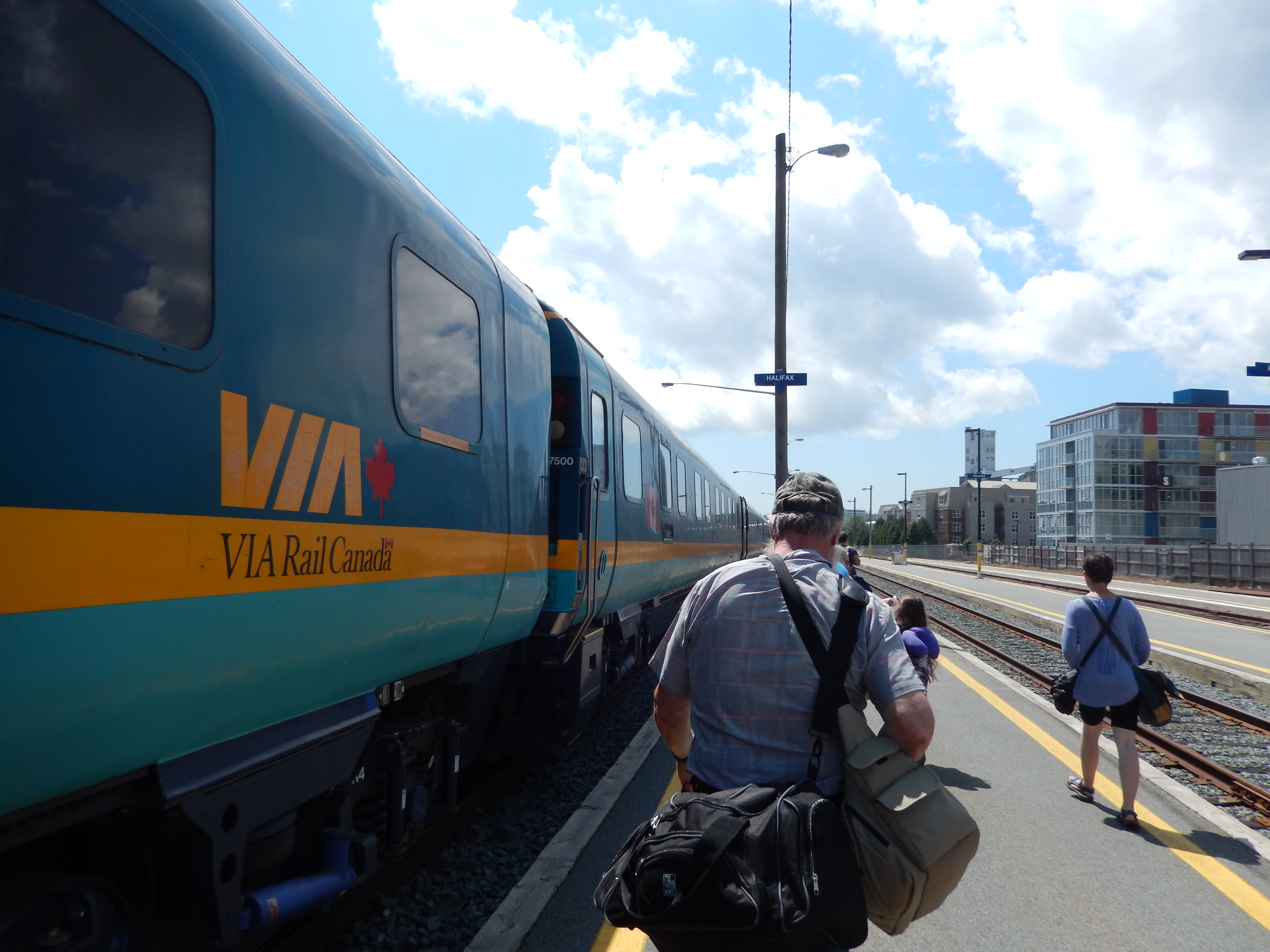
Desserte.

### Intermodalité
Un parc pour les vélos et un parking (payant) pour les véhicules y sont aménagés.
Une gare routière est située à proximité.

## Patrimoine ferroviaire
Le bâtiment de 1930 est reconnu gare ferroviaire patrimoniale le 1er juin 1991.